# Trumpf
Trumpf Group — немецкая компания, выпускающая оборудование для автоматизации металлообрабатывающего производства. Это семейная компания с головным офисом в Дитцингене (Баден-Вюртемберг).

## История

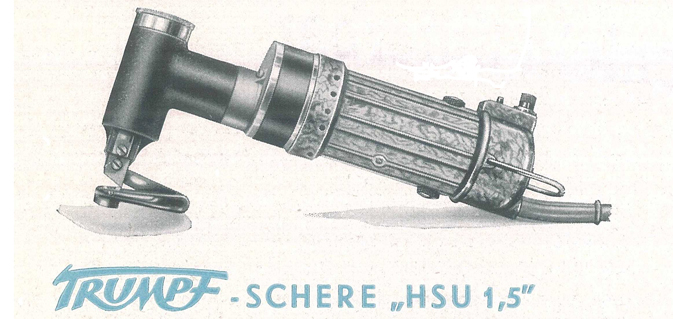
Одни из первых электроножниц по металлу

В 1923 году Кристиан Трампф и два его партнёра приобрели мастерскую Julius Geiger в Штутгарте, которая занималась изготовлением гибких валов. В 1927 году компания перенесла производство в более крупный цех в Вайлимдорфе (пригороде Штутгарта). В 1934 году компания выпустила первые ручные ножницы с электроприводом для резки листового металла. В 1937 году компания была переименована в Trumpf & Co. Во время Второй мировой войны Trumpf продолжала производство.
В послевоенные годы компания перешла от производства ручных инструментов к станкам. В 1950 году в Trumpf работало 145 человек, а объём продаж превысил 1 млн немецких марок. Десять лет спустя эти цифры увеличились до 325 сотрудников и 11 млн марок. В 1963 году была основана первая зарубежная дочерняя компания в швейцарском городе Баар в кантоне Цуг. В 1968 году компанией был разработан первый металлообрабатывающий станок с числовым программным управлением Trumatic 20. Год спустя Trumpf основала американскую дочернюю компанию в Фармингтоне (штат Коннектикут). В 1972 году штаб-квартира Trumpf переместилась в Дитцинген. В 1978 году Бертольд Лейбингер стал председателем правления; он работал в компании с 1961 года, в 1966 году стал партнёром. В том же 1978 году была основана дочерняя компания в Японии. В 1982 году был открыт завод в Грюше (Швейцария), на который было перенесено всё производство ручных инструментов.
В 1985 году компания представила CO2-лазер TLF 1000 собственной разработки, мощность его луча составляла 1 кВт. В 1988 году была основана дочерняя компания Trumpf Lasertechnik. В 1992 году была куплена доля в компании Haas Laser; она базировалась в Шрамберге и выпускала твердотельные лазеры. В ноябре 1998 года в Дитцингене был открыт новый завод по производству лазеров.
В 1996 году компания вышла на рынок медицинского оборудования, однако в 2013 году это подразделение было продано финме Hill-Rom.
В 2005 году, незадолго до своего 75-летия, Бертольд Лейбингер ушёл из правления после 40 лет работы. Его дочь, Никола Лейбингер-Каммюллер, была назначена новым президентом и председателем правления. Помимо её брата Петера Лейбингера (заместителя председателя), её муж Матиас Каммюллер также входит в состав правления.
В 2008 году была куплена британская компания SPI Lasers, выпускавшая волоконные лазеры для промышленности; в 2020 году бренд SPI Lasers был упразднён, все филиалы были интегрированы в структуру группы Trumpf. В 2014 году был основан собственный банк Trumpf Financial Services, который представляет услуги кредитования покупки оборудования и лизинг. В 2015 году компания начала выпускать станки для 3D-печати металлических деталей. В июне 2016 года была основана компания Trumpf Venture для финансирования технологический технологических стартапов.
В сентябре 2017 года компания открыла новый технологический центр в Шомберге (штат Иллинойс) для решений задач Четвёртой промышленной революции, предназначенных для цифровых производственных процессов.

## Собственники и руководство
Trumpf является семейной компанией, 90 % её акций принадлежит членам семьи Ляйбингер, остальные 10 % — фонду Berthold Leibinger Stiftung. Фонд был основан в 1992 году Бертольдом Ляйбингером и поддерживает культурные, научные и общественные проекты, а также вручает премии за разработки в области лазерных технологий (Berthold Leibinger Innovationspreis и Berthold Leibinger Zukunftspreis).
| Имя                        | Должность                                                 | Учёная степень                                |
| -------------------------- | --------------------------------------------------------- | --------------------------------------------- |
| Никола Ляйбингер-Каммюллер | Генеральный директор (CEO), председатель правления        | Доктор филологических наук                    |
| Петер Ляйбингер            | Технический директор, председатель наблюдательного совета | Почётный доктор технических наук              |
| Ларс Грюнерт               | Финансовый директор (CFO)                                 | Почётный доктор общественно-политических наук |
| Матиас Каммюллер           | Директор по цифровым технологиям                          | Доктор технических наук                       |
| Оливер Маассен             | Директор по управлению персоналом                         |                                               |
| Штефан Майер               | Руководитель подразделения металлорежущих станков         | Доктор технических наук                       |
| Кристиан Шмитц             | Руководитель подразделения лазерных технологий            | Доктор технических наук                       |

## Деятельность

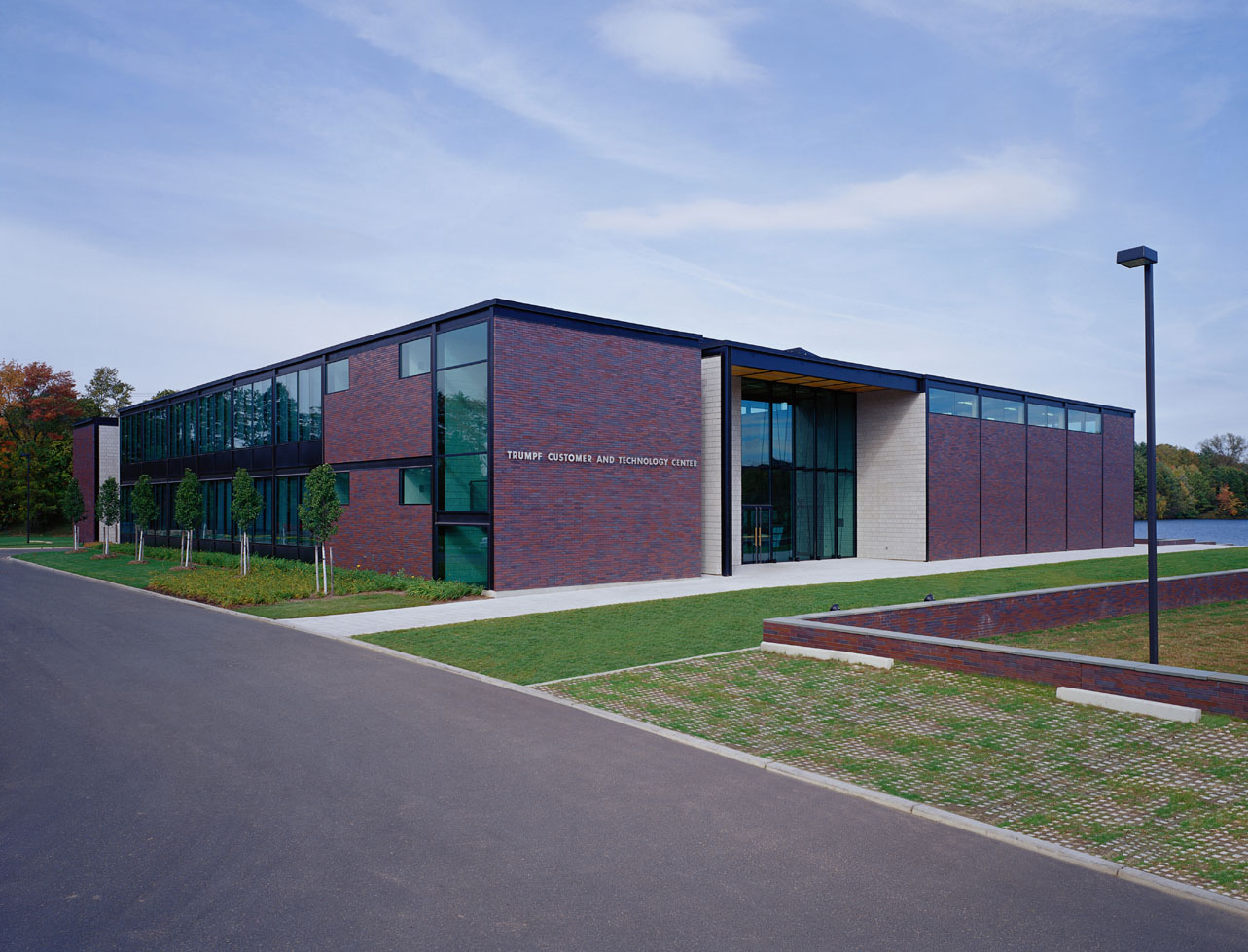
Технологический центр Trumpf в Фармингтоне, США

Подразделения компании по состоянию на 2023/24 финансовый год:
- станки — оборудование для обработки металла, включая станки для лазерной резки и сварки; выручка 2,83 млрд евро;
- лазерные технологии — промышленные лазеры; выручка 1,38 млрд евро; включает бизнес-группы:
  - глубокий ультрафиолет — мощные лазерные установки для получения глубокого ультрафиолетового излучения (EUV), применяемого в фотолитографии; выпускаются для нидерландской компании ASML; выручка 943 млн евро;
  - фотоника — полупроводниковые лазеры для датчиков;
- электроника — блоки питания и инверторы для высокотехнологичного оборудования; выручка 572 млн евро;
- финансовые услуги — лизинг и кредитование покупки оборудования через собственный банк, работающий в 17 странах Европы.

Выручка группы за 2023/24 финансовый год составила 5,17 млрд евро, из них на Германию пришлось 824 млн евро, на остальную Европу — 2,11 млрд евро, на Азиатско-Тихоокеанский регион — 1,14 млрд евро, на Америку — 1,08 млрд евро.
Производственные мощности имеются в Европе (Австрия, Великобритания, Германия, Италия, Польша, Франция, Чехия и Швейцария), в Америке (США и Мексика) и Китае. Центры разработки программного обеспечения находятся в Германии, Индии и Испании.

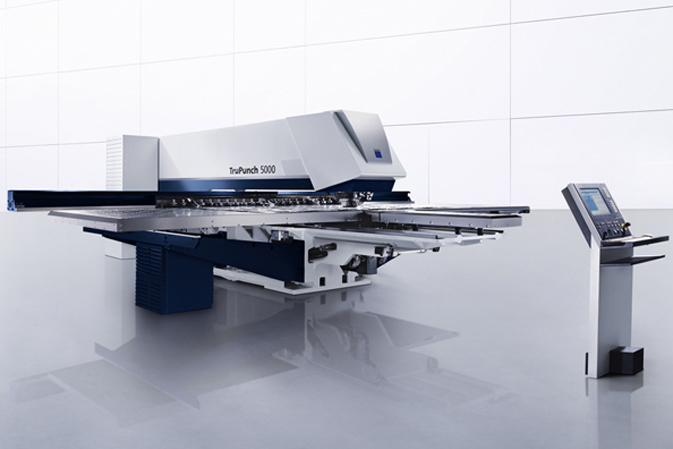
Координатно-пробивной пресс
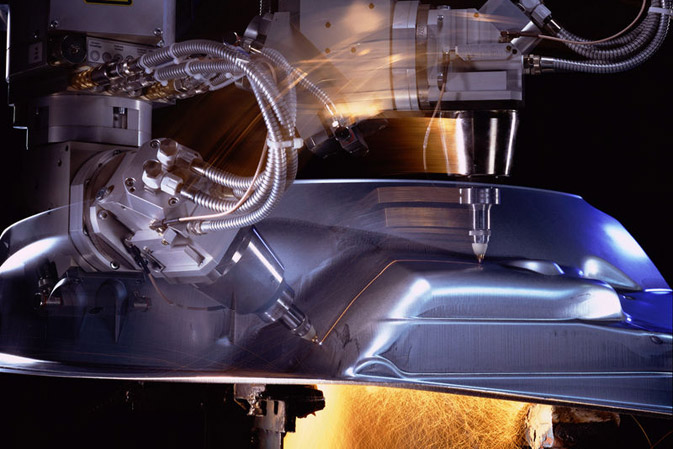
3D лазерная резка
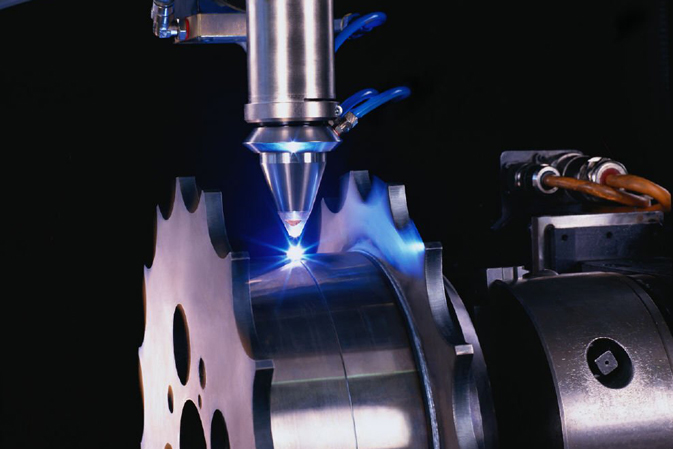
Лазерная сварка толстолистового металла

## Ключевые показатели
Показатели продаж и сотрудников компании с 2003 по 2020 гг.
| Финансовый год | Продажи, млрд евро | Сотрудники |
| -------------- | ------------------ | ---------- |
| 2023/24        | 5,173              | 19 018     |
| 2022/23        | 5,365              | 18 352     |
| 2021/22        | 4,223              | 16 554     |
| 2020/21        | 3,505              | 14 767     |
| 2019/20        | 3,488              | 14 325     |
| 2018/19        | 3,784              | 14 490     |
| 2017/18        | 3,566              | 13 420     |
| 2016/17        | 3,11               | 11 883     |
| 2015/16        | 2,81               | 11 181     |
| 2014/15        | 2,71               | 10 873     |
| 2013/14        | 2,59               | 10 914     |
| 2012/13        | 2,34               | 9925       |
| 2011/12        | 2,33               | 9555       |
| 2010/11        | 2,03               | 8550       |
| 2008/09        | 1,34               | 8000       |
| 2007/08        | 2,14               | 8000       |
| 2006/07        | 1,94               | 7250       |
| 2005/06        | 1,65               | 6500       |
| 2004/05        | 1,4                | 6100       |
| 2003/04        | 1,22               | 5790       |